# Кичри
Кичaри (kitchari) (или Кичaди – kitchadi) е вегетарианско ястие на основата на ориз и леща, широко застъпено в Аюрведа като богато на белтъчини, подхранващо всички тъкани и органи на тялото.
В Индия, първата храна на бебета след спирането на кърмата е кичaри. Дава се също и на болните като питателна и лесно усвоима храна за възстановяване на силите. Използва се от йогите като средство за очистване на организма. Много популярно е освен в Северна Индия и в Пакистан и Бангладеш.

## Приготвяне
Съотношението на леща към ориз е 1:3, като колкото по-тежко е състоянието на болния толкова по-малко е лещата и повече ориза. Накисват се поотделно за няколко часа, след което водата се прецежда и се смесват. В сгорещено масло се запържват подправки (кимион, кориандър и куркума) докато потъмнеят. Добавят се ориза и лещата и се бъркат за около минута докато се смесят хубаво с подправките и маслото. Долива се вода, добавят се кардамон, джинджифил и сол и се задушава на слаб огън докато зърната омекнат добре. Поднася се с кисело мляко.